# Kidnapped - Il rapimento
Kidnapped - Il rapimento (The Chumscrubber) è un film indipendente del 2005. Il film, che è composto da un ricco cast, è il primo lungometraggio diretto dal regista canadese Arie Posin, ed è stato presentato al Sundance Film Festival.

## Trama
Il film è un ritratto amaro e cinico della provincia americana, ambientato in un quartiere di periferia, dove la vita scorre apparentemente perfetta.  Qui vive il protagonista film, l'adolescente Dean Stiffle. Dean è un teenager solitario, poco considerato poco dalla società e raramente ascoltato dalla famiglia, composta da un padre che lo usa come "cavia" per i suoi scritti di psicologia, una madre troppo attaccata al senso della famiglia e un fratello più piccolo. Il suo unico amico è Troy, che però si toglie la vita impiccandosi in camera e sa, sarà proprio Dean a trovare il corpo dell'amico, ma terrà per sé la notizia. Troy era un noto pusher che riforniva droghe alla scuola, così un gruppo di bulli cerca, attraverso Dean, di venire in possesso della scorta di Troy, a tutti i costi, fino al punto di minacciare di rapire ed uccidere il suo fratellino. Ma per loro disgrazia il bambino rapito risulterà essere un'altra persona. 